# پرستوی جنگلی پشت‌عاجی
پرستوی جنگلی پشت‌عاجی (نام علمی: Artamus monachus) نام یک گونه از تیره پرستوجنگلیان است.